# Lijst van voetbalinterlands Myanmar - Syrië
Deze lijst van voetbalinterlands is een overzicht van alle officiële voetbalwedstrijden tussen de nationale teams van Myanmar en Syrië. De landen hebben tot op heden twee keer tegen elkaar gespeeld. De eerste ontmoeting, een kwalificatiewedstrijd voor het Wereldkampioenschap voetbal 2026, werd gespeeld in Yangon op 21 maart 2024. Het laatste duel, de returnwedstrijd in dezelfde kwalificatiereeks, vond plaats op 26 maart 2024 in Dammam (Saoedi-Arabië).

## Wedstrijden
| № | Plaats | Datum         | Competitie           | Wedstrijd       | Uitslag |
| - | ------ | ------------- | -------------------- | --------------- | ------- |
| 1 | Yangon | 21 maart 2024 | WK 2024 kwalificatie | Myanmar − Syrië | 1 − 1   |
| 2 | Dammam | 26 maart 2024 | WK 2026 kwalificatie | Syrië − Myanmar | 7 − 0   |

## Samenvatting
| Competitie      | Totaal gespeeld | Winst Myanmar | Gelijk | Winst Syrië | Doelsaldo Myanmar – Syrië |
| --------------- | --------------- | ------------- | ------ | ----------- | ------------------------- |
| WK-kwalificatie | 2               | 0             | 1      | 1           | 1 − 8                     |
| Totaal          | 2               | 0             | 1      | 1           | 1 − 8                     |

MFF · 
A-internationals · 
Myanmarees vrouwenelftal
1951 – 1959 · 
1960 – 1969 · 
1970 – 1979 · 
1980 – 1989 · 
1990 – 1999 · 
2000 – 2009 · 
2010 – 2019 ·
2020 − 2029
Afghanistan ·
Bahrein ·
Bangladesh ·
Bolivia ·
Brunei ·
Burundi ·
Cambodja ·
China ·
DDR ·
Filipijnen ·
Guam ·
Hongkong ·
India ·
Indonesië ·
Irak ·
Iran ·
Israël ·
Japan ·
Kirgizië ·
Koeweit ·
Laos ·
Lesotho ·
Libanon ·
Libië ·
Luxemburg ·
Macau ·
Malediven ·
Maleisië ·
Marokko ·
Mongolië ·
Nepal ·
Nieuw-Zeeland ·
Noord-Korea ·
Oman ·
Oost-Timor ·
Pakistan ·
Palestina ·
Qatar ·
Singapore ·
Sri Lanka ·
Syrië ·
Tadzjikistan ·
Taiwan ·
Thailand ·
Turkmenistan ·
Verenigde Arabische Emiraten ·
Vietnam ·
Zuid-Korea ·
Zuid-Vietnam
SFA · A-internationals · Syrisch vrouwenelftal
1940 - 1949 · 
1950 - 1959 · 
1960 - 1969 · 
1970 - 1979 · 
1980 - 1989 · 
1990 - 1999 · 
2000 – 2009 · 
2010 – 2019 ·
2020 − 2029
Afghanistan ·
Algerije ·
Australië ·
Bahrein ·
Bangladesh ·
Cambodja ·
China ·
Cyprus ·
Egypte ·
Filipijnen ·
Griekenland ·
Guam ·
Haïti ·
Hongkong ·
India ·
Indonesië ·
Irak ·
Iran ·
Japan ·
Jemen ·
Jordanië ·
Kazachstan ·
Kirgizië ·
Koeweit ·
Laos ·
Libanon ·
Libië ·
Malediven ·
Maleisië ·
Marokko ·
Mauritanië ·
Mauritius ·
Myanmar ·
Nepal ·
Noord-Korea ·
Oezbekistan ·
Oman ·
Pakistan ·
Palestina ·
Qatar ·
Rusland ·
San Marino ·
Saoedi-Arabië ·
Singapore ·
Soedan ·
Sovjet-Unie ·
Sri Lanka ·
Tadzjikistan ·
Taiwan ·
Thailand ·
Tunesië ·
Turkije ·
Turkmenistan ·
Venezuela ·
Verenigde Arabische Emiraten ·
Vietnam ·
Wit-Rusland ·
Zuid-Jemen ·
Zuid-Korea ·
Zweden